# 拍手

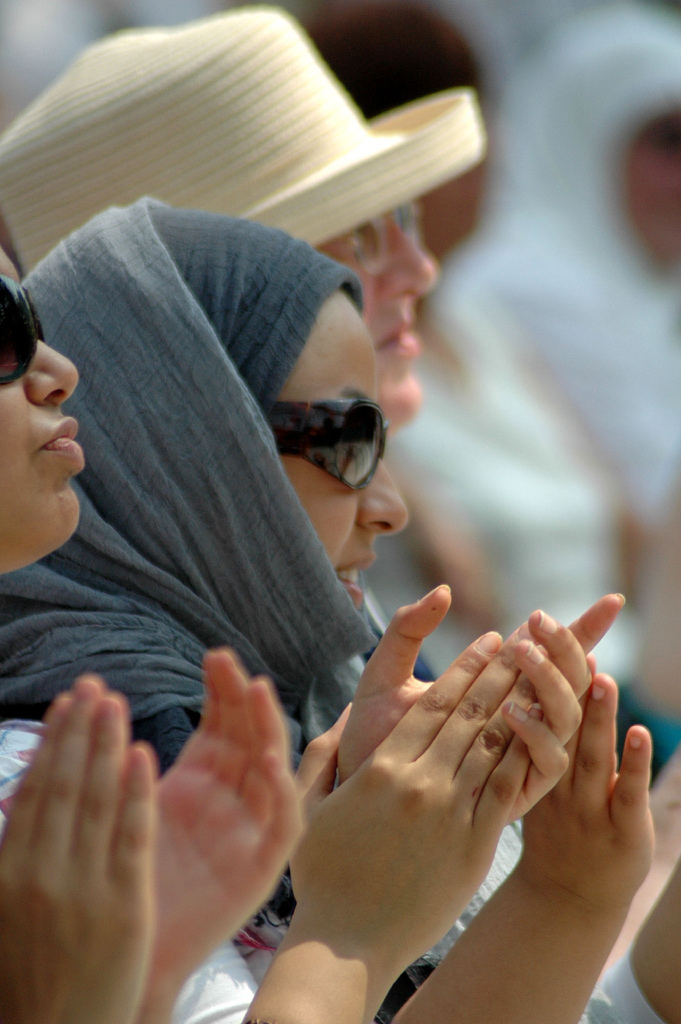
拍手する人々

拍手（はくしゅ）は、興行等において感動を表現するため両手で叩くこと。

## 拍手の成立要因
京都大学霊長類研究所の松沢哲郎教授によれば、拍手が成立するためには、2つの条件が必要で、ひとつは手が自由に使えること、もうひとつは、手を叩くという行為に何らかの意味を持たせることが出来ることであり、この条件が揃うことで拍手が成立するという。その意味で霊長類も餌を要求するときなど相手の気を引く目的で手を叩く。人間の場合の拍手は、更に手を叩くことにより賞賛・賛意・歓迎・喚起・感激・感謝といった感情を伝えることにある。江戸時代までの日本では、観劇等で音を立てることを作法に反すると考えていた。国立民族学博物館の野村雅一教授は、世界的に産業社会が確立していない地域では拍手の習慣が未発達であるとする。ミクロネシアやオセアニアの一部が該当するが拍手をする場面がないからにほかならない。拍手をするためには少数対多数つまり大勢の人たちの前で少数の人たちが何かをするという状況が必要である。

## 日本における拍手
明治以前の日本には大勢の観衆が少数の人に拍手で反応するといった習慣はなく、雅楽、能（猿楽）、狂言、歌舞伎などの観客は拍手しなかった。明治になり西洋人が音楽会や観劇のあと「マナー」として拍手しているのに倣い、拍手の習慣が広まったものと推測される。1906年（明治39年）に発表された夏目漱石の小説『坊っちゃん』には「（坊ちゃんが）教場へ出ると生徒は拍手をもってむかえた」との記述がある。 

## 手話の拍手
手話（日本手話、アメリカ手話など）では、音を伝達手段として用いることができないため拍手で手を叩かない。両手を垂直に出し、手首を回して手の表裏を交互に見せる仕草で拍手を表現する。